# Gnophos tholeraria
Gnophos tholeraria är en fjärilsart som beskrevs av Rudolf Püngeler 1901. Gnophos tholeraria ingår i släktet Gnophos och familjen mätare. Inga underarter finns listade i Catalogue of Life.